# Esteve d'Armènia
Esteve d'Armènia (mort el 7 de febrer del 1165) fou generalíssim d'Armènia, fill del rei Lleó I d'Armènia Menor i de la seva primera muller Beatriu de Rethel.
El 1137 els romans d'Orient, dirigits per Joan II Comnè, van envair el principat i vers el començament del 1138 el pare el va nomenar generalíssim. Va fugir cap a Edessa junt amb els seus germans Constantí (mort abans del 1144) i Mleh.
No va poder tornar fins vers el 1145 quan el seu germanastre Toros II es va apoderar de part del país i li va respectar el càrrec. El 1157, contra les ordres del seu germanastre, va atacar territori seljúcida i va provar de conquerir Marash però fou rebutjat. Toros va imposar el retorn de les terres ocupades al soldà Kilidj Arslan II amb el qual volia estar en pau (1158).
El 1158 va començar a atacar fortaleses romanes d'Orient, i la lluita amb algunes alternatives va durar fins a un acord de pau el 1163. El 7 de febrer de 1165 fou convidat a un banquet pel governador romà d'Orient de Tars, Andrònic Euforbè, que el va assassinar a traïció en revenja per tots els atacs que havia fet entre 1158 i 1163. Toros II va respondre a l'assassinat del seu germà amb una matança general de grecs als seus dominis; la guerra es va evitar per la intervenció diplomàtica del rei Amalric I de Jerusalem.
Es va casar amb Rita de Barbaron amb la qual va tenir tres fills: Rupen (el futur rei Rubèn III), Lleó (el futur rei Lleó II), i Dolete (casada amb Bertran Embriaco).